# Кампо деи Фиори
Кампо-деи-Фиори (итал. Campo de' Fiori букв. «поле цветов») — прямоугольная площадь в центре Рима, на полпути между пьяцца Навона и палаццо Фарнезе.
В Средние века эта земля была владением семейства Орсини и до XV века оставалась незастроенной. Хотя Браманте и воздвиг в этом квартале величественное палаццо делла Канчеллерия, застройка площади до сих пор отличается беспорядочностью: здесь перемешаны постоялые дворы и дома рыночных торговцев (на площади и в наши дни ведётся торговля овощами и рыбой).
О том, что на Кампо-деи-Фиори долгое время устраивались публичные казни, напоминает статуя Джордано Бруно, которая была установлена в 1889 году на месте, где был сожжён философ.

В сентябре 1553 года под надзором главы римской конгрегации святой инквизиции Джанпьетро Карафы (будущего папы Павла IV) были приговорены к уничтожению и сожжены на Кампо-деи-Фиори книги Талмуда. Учреждённая по его же инициативе в 1542 году, римская конгрегация ставила своей целью изобличение, обращение и при необходимости наказание бунтарей против веры по всему Апеннинскому полуострову.